# Vedasjön, Uppland
Vedasjön är en våtmark, tidigare sjö i Vallentuna kommun i Uppland och ingår i Åkerströms huvudavrinningsområde.